# Đội tuyển bóng đá nữ quốc gia Đức
Đội tuyển bóng đá nữ quốc gia Đức (tiếng Đức: Deutsche Fußballnationalmannschaft der Frauen) là đội tuyển bóng đá nữ đại diện cho Đức trên bình diện quốc tế trong các trận thi đấu giao hữu cũng như trong Giải vô địch bóng đá nữ châu Âu của UEFA, Giải vô địch bóng đá nữ thế giới của FIFA và Thế vận hội Mùa hè. Đội được quản lý bởi Hiệp hội bóng đá Đức (DFB).
Đức là một trong những đội tuyển bóng đá nữ quốc gia có nhiều thành tích nhất trên thế giới. Đội đã hai lần vô địch bóng đá nữ thế giới và 8 lần đoạt giải vô địch châu Âu, trong đó có 6 lần liên tiếp từ năm 1995 đến 2013. Nước Đức vì thế là quốc gia đầu tiên và duy nhất cho đến nay từng vô địch bóng đá thế giới, thế vận hội và châu lục ở cả nam lẫn nữ. Đức cũng giành huy chương vàng bóng đá nữ Thế vận hội Mùa hè vào năm 2016. Birgit Prinz là nữ cầu thủ giữ kỷ lục thi đấu trong đội tuyển quốc gia và đồng thời cũng là người có số bàn thắng nhiều nhất trong lịch sử đội tuyển.
Dù từng bị kì thị và bị cấm tại Đức (DFB cấm mọi hoạt động của bóng đá nữ cho tới năm 1970), tuy nhiên đội tuyển dần nhận được sự chú ý của người hâm mộ kể từ chức vô địch World Cup 2003 và được chọn là Đội tuyển thể thao Đức của năm 2003. Huấn luyện viên trưởng hiện tại của đội tuyển là Horst Hrubesch. Đội hiện đang đứng thứ tư trên bảng xếp hạng bóng đá nữ FIFA.

## Lịch sử

### Thời kì đầu
Tại đại hội năm 1955, Hiệp hội bóng đá Đức (DFB) đã quyết định cấm thi đấu bóng đá nữ với lý do "...hình thức thi đấu thể thao này về bản chất không phù hợp cho phụ nữ", "...có hại cho tinh thần lẫn thể xác", và "...việc phơi bày cơ thể sẽ làm tổn thương đến đức hạnh...". Mãi đến đại hội liên đoàn vào ngày 30 tháng 10 năm 1970 tại Lübeck-Travemünde việc cấm đoán này mới được bãi bỏ. Ngoài ra, đại hội cũng quyết định khuyến khích bóng đá nữ. Trong khi các liên đoàn bóng đá quốc gia khác đã thành lập đội tuyển nữ quốc gia trong những năm của thập niên 1970, liên đoàn bóng đá Đức cả một thời gian dài đã không hề đả động đến việc này. Năm 1980, khi tháp tùng đội tuyển nam thiếu niên B của Eintracht Frankfurt thi đấu tại Đài Loan, thành viên của giới lãnh đạo DFB là Horst R. Schmidt đã nhận được giấy mời tham dự giải vô địch thế giới bóng đá nữ không chính thức. Schmidt lặng lẽ nhận giấy mời mà không hề nói rằng vào thời điểm đấy Liên đoàn bóng đá Đức vẫn chưa có một đội tuyển bóng đá nữ quốc gia. Để không mất mặt, Liên đoàn bóng đá Đức đã gửi đội bóng đá nữ đương kim vô địch quốc gia vào thời điểm đấy là SSG 09 Bergisch Gladbach sang châu Á tham dự, là đội đã đoạt chức vô địch giải này. Sau đấy DFB đã thành lập đội bóng đá nữ quốc gia vào năm 1982. Chủ tịch Liên đoàn bóng đá Đức Hermann Neuberger giao nhiệm vụ xây dựng đội tuyển cho Gero Bisanz, vào thời điểm đấy là người đào tạo huấn luyện viên tại trường Đại học Thể thao Köln.

### 1982–1987: Những năm đầu khó khăn
Trận thi đấu giao hữu đầu tiên được tổ chức vào ngày 10 tháng 11 năm 1982, đối thủ theo truyền thống là Thụy Sĩ, cũng là đối thủ của đội bóng đá nam trong trận thi đấu giao hữu đầu tiên. Đội tuyển bóng đá nữ Đức bao gồm chủ yếu là các nữ cầu thủ của SSG 09 Bergisch Gladbach. Bàn thắng đầu tiên do Doris Kresimon ghi vào phút thứ 25. Nữ cầu thủ Silvia Neid, lúc đấy mới 18 tuổi, được thay vào trong hiệp hai và đã ghi thêm 2 bàn thắng, góp phần mang lại chiến thắng 5:1 cho đội nữ Đức. Neid trở thành trợ lý huấn luyện viên đội tuyển từ năm 1996 và từ 2005 là huấn luyện viên trưởng của Đội bóng đá nữ quốc gia Đức.
Nước Đức không tham dự Giải vô địch bóng đá nữ châu Âu đầu tiên. Bisanz mong muốn rút ngắn khoảng cách so với các đội bóng Bắc Âu và Ý bằng các luyện tập cơ bản và đào tạo mầm non. Từ năm 1985 ông đã trẻ hóa đội tuyển, việc mà ban đầu đã làm cho đội thất bại tại vòng loại Giải vô địch bóng đá nữ châu Âu 1987.
| Đội tuyển quốc gia đầu tiên: Marion Isbert (36' Claudia Reichler); Gaby Dlugi-Winterberg (52' Christel Klinzmann); Petra Landers; Monika Degwitz; Brigitte Klinz; Rike Koekoek (41' Silvia Neid); Anne Trabant; Bettina Krug (47' Birgit Offermann); Birgit Bormann; Doris Kresimon; Ingrid Gebauer (47' Petra Bartelmann) Bàn thắng: Neid (2), Bormann, Gebauer, Kresimon |

### 1988–1993: Những thành tích đầu tiên
Năm 1989 là năm mang lại các thành quả đầu tiên cho đội tuyển. Đội lần đầu tiên đã vượt qua được vòng loại vào thi đấu Giải vô địch bóng đá nữ châu Âu. Giải năm 1989 được tổ chức ngay tại Tây Đức. Trận bán kết gặp đội tuyển Ý là trận thi đấu quốc tế đầu tiên của đội bóng đá nữ quốc gia được truyền hình trực tiếp. Người hùng của trận đấu này là thủ môn Marion Isbert, phá được 3 quả luân lưu 11m và tự sút thành công một quả 11m. Trong trận chung kết Giải vô địch bóng đá nữ châu Âu 1989 giữa đội bóng nữ Đức và Na Uy diễn ra vào ngày 2 tháng 7 năm 1989 tại Osnabrück trước 23.000 khán giả, đội bóng của DFB đã chiến thắng với tỷ số 4:1, đánh dấu bước đột phá cho nền bóng đá nữ của Đức. Silvia Neid đóng vai trò đạo diễn khu trung tuyến, ngôi sao Doris Fitschen nổi bật ở hàng hậu vệ và Heidi Mohr thuộc vào trong số những tiền đạo xuất sắc nhất trên thế giới tại thời điểm đấy.
Đội bóng bảo vệ thành công danh hiệu này 2 năm sau đấy. Đội chiến thắng tất cả 11 trận trong vòng loại. Gặp lại Ý trong trận bán kết, lần này đội đã chiến thắng rất cách biệt với tỷ số 3:0 để vào chung kết gặp Na Uy tại thành phố Đan Mạch Aalborg. Hai bàn thắng của Heidi Mohr và Silvia Neid trong hiệp phụ đầu tiên đã mang về chiến thắng cho đội bóng Đức với tỉ số chung cuộc là 3:1.
Tháng 11 cùng năm Đội tuyển bóng đá nữ quốc gia Đức đã đến Cộng hòa Nhân dân Trung hoa tham dự Giải vô địch bóng đá nữ thế giới được tổ chức lần đầu tiên. Tuy chiến thắng các đội bóng nữ của Ý, Đài Loan, Nigeria, Đan Mạch nhưng đội bóng đã thất bại trong trận gặp Hoa Kỳ cũng như trong trận tranh hạng ba với đội bóng của Thụy Điển.
Giải vô địch bóng đá nữ châu Âu 1993 là giải đấu mang lại nhiều thất vọng. Đội đã thất bại trước đội Ý trong trận bán kết ở loạt đá luân lưu và cũng thất bại trong trận tranh hạng ba khi gặp đội Đan Mạch. Bisanz đã đưa Steffi Jones, Maren Meinert, Birgit Prinz và Silke Rottenberg là các nữ cầu thủ trẻ nhiều tài năng vào đội hình, tạo nền tảng cho các thành công sau này.

### 1994–2001: Chiến thắng liên tục tại châu Âu, thất vọng tại Giải thế giới và Thế vận hội
Năm 1995 đội lại vào vòng chung kết của Giải bóng đá vô địch châu Âu, thắng trong tất cả các trận thi đấu ở vòng loại và mãi cho đến trận bán kết gặp đội tuyển Anh đội vẫn chưa thua một bàn. Trận chung kết diễn ra vào ngày 26 tháng 3 năm 1995 trên Sân vận động Fritz Walter tại thành phố Kaiserslautern. Đội tuyển Đức đã chiến thắng đội tuyển Thụy Điển với kết quả sít sao 3–2.
Giải vô địch thế giới lần thứ hai được tổ chức vào mùa hè 1995 tại Thụy Điển. Tuy vào được trận chung kết nhưng ước mơ vô địch thế giới đã không thành khi thua đội tuyển Na Uy với tỉ số 2–0. Một năm sau tại Atlanta, bóng đá nữ lần đầu tiên được tổ chức thi đấu trong Thế vận hội Mùa hè. Bettina Wiegmann ghi bàn thắng đầu tiên tại Thế vận hội trong trận khai mạc gặp Nhật. Thế nhưng đội tuyển Đức không qua được vòng đầu. Gero Bisanz xin từ chức sau giải này. Dưới sự lèo lái của ông, đội Đức đã trở thành một trong những đội tuyển nữ mạnh nhất. Tina Theune-Meyer, từ 1983 là phụ tá huấn luyện viên, trở thành người kế nhiệm. Theune-Meyer trẻ hóa đội ngũ, còn Silvia Neid chấm dứt sự nghiệp thi đấu bóng đá, các cầu thủ trẻ như Ariane Hingst, Kerstin Stegemann hay Sandra Smisek bắt đầu nổi tiếng.
Thử thách đầu tiên cho đội bóng trẻ là Giải vô địch bóng đá nữ châu Âu 1997 tại Na Uy. Nhờ chiến thắng 2–0 trong trận gặp đội nữ Đan Mạch, đội đã lọt vào bán kết và tại đây, thắng tiếp đội tuyển Thụy Điển với tỉ số 1–0. Trong trận chung kết, đội bóng của huấn luyện viên Theune-Meyer lại gặp đội bóng nữ Ý. Nhờ vào các bàn thắng của Sandra Minnert và Birgit Prinz, đội tuyển nữ của Đức đã đoạt giải vô địch châu Âu lần thứ tư.
Đội tuyển bóng đá nữ của Đức chỉ qua được vòng loại của Giải vô địch bóng đá nữ thế giới lần thứ ba tại Hoa Kỳ một cách rất chật vật. Ngay trận đầu tiên đội đã hòa đội tuyển Ý một cách không may mắn. Sau đấy là chiến thắng đội tuyển México với tỉ số 6–0. Trong trận thi đấu cuối cùng của bảng, đội đã hòa Brasil với tỉ số 3–3. Bàn gỡ hòa của Brasil được ghi vào phút cuối cùng của trận đấu, đội tuyển Đức vì thế đánh mất vị trí đầu bảng, phải gặp đội chủ nhà trong trận tứ kết. Trong trận tứ kết mặc dù hai lần dẫn trước nhưng đội đã đánh mất tinh thần và cuối cùng đã thua với tỉ số 2–3.
Liên đoàn bóng đá Đức kỷ niệm 100 năm ngày thành lập trong năm kế tiếp sau đó. Để chuẩn bị cho Thế vận hội mùa hè 2000 Liên đoàn đã tổ chức cuộc thi đấu với các đội tuyển quốc gia của Hoa Kỳ, Na Uy và Trung Quốc. Đội tuyển Đức đã về chót sau khi thua cả ba trận. Tuy vậy, đội đã thi đấu tốt hơn trong Thế vận hội mùa hè. Đội bị loại trong trận bán kết do bàn phản lưới nhà của Tina Wunderlich. Đội đoạt huy chương đồng sau khi chiến thắng đội Brasil với tỉ số 2–0 trong trận tranh hạng ba. Đây là huy chương Thế vận hội đầu tiên cho Liên đoàn bóng đá Đức kể từ năm 1988.
Năm 2001 đội bóng nữ Đức tiếp tục vượt qua được vòng loại của Giải vô địch bóng đá châu Âu 2001. Sau chiến thắng 1–0 trong trận bán kết gặp Na Uy, đội bóng Đức lại gặp đội tuyển Thụy Điển trong trận chung kết trên Sân vận động Donau tại Ulm. Claudia Müller đã ghi bàn thắng vàng ở phút thứ 98, mang lại chiến thắng lần thứ 5 cho đội tuyển.

### 2002–2010: Hai chức vô địch thế giới và tiếp tục thống trị châu Âu

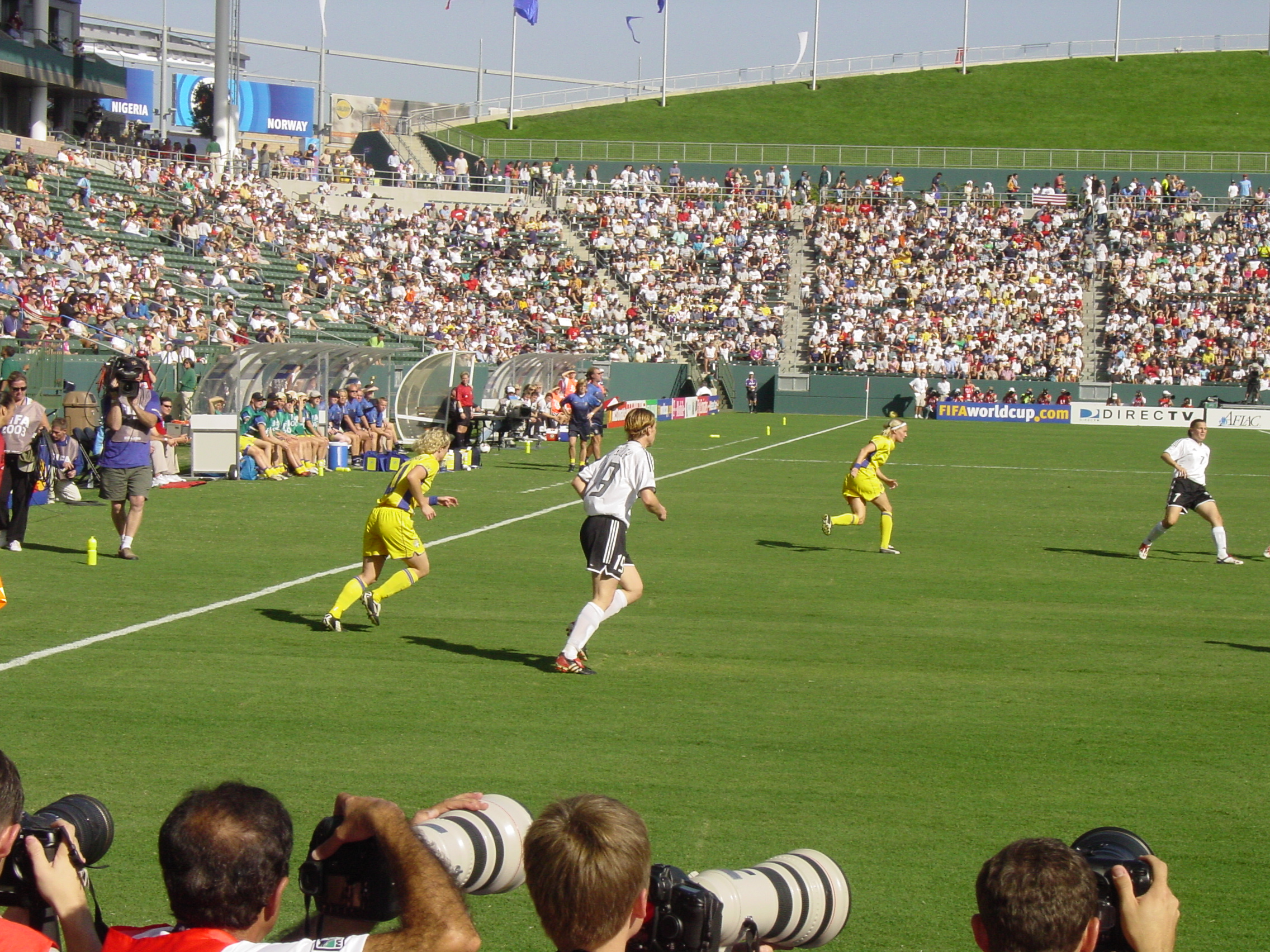
Đức và Thụy Điển gặp nhau tại chung kết Giải vô địch bóng đá nữ thế giới 2003.

Đội tuyển của Theune-Meyer vượt qua được vòng loại của Giải vô địch bóng đá nữ thế giới năm 2003 được tổ chức ở Hoa Kỳ mà không để mất một điểm nào. Sau vòng đấu bảng với các chiến thắng cách biệt, đội tuyển Đức đã chiến thắng đội tuyển Nga trong trận tứ kết với tỉ số 7–1. Gặp đội chủ nhà Hoa Kỳ trong trận bán kết, đội tuyển Đức đã chiến thắng với tỉ số 3–0 nhờ vào các bàn thắng của Maren Meinert và Birgit Prinz trong những phút thi đấu cuối cùng. Trận này được nhiều chuyên gia cho là trận thi đấu bóng đá nữ hay nhất từ trước đến nay.. Đội tuyển gặp Thụy Điển trong trận chung kết. Thụy Điển mở tỉ số trước ở phút thứ 41 do lỗi của hàng hậu vệ Đức. Ngay sau khi bắt đầu hiệp 2, Maren Meinert đã gỡ hòa cho đội tuyển Đức. Nia Künzer đội đầu ghi bàn trong hiệp phụ và Đức đoạt chức vô địch thế giới nhờ vào quy định bàn thắng vàng. Liên đoàn bóng đá Đức là liên đoàn đầu tiên và cho đến nay là liên đoàn duy nhất đã đoạt giải vô địch bóng đá thế giới ở cả nam lẫn nữ. Chiến thắng này là một bước đột phá cho nền bóng đá nữ ở Đức. Hàng ngàn người hâm mộ đã nhiệt liệt đón chào khi đội tuyển vô địch thế giới về đến quê hương.
Trận thi đấu đầu tiên sau giải vô địch thế giới là trận thắng Bồ Đào Nha trong vòng loại Giải vô địch bóng đá nữ châu Âu 2005. Tỉ số 13–0 là một trong những chiến thắng cao nhất của một đội tuyển thuộc Liên đoàn bóng đá Đức. Trong năm kế tiếp đội đến Athens tham dự Thế vận hội Mùa hè 2004. Trận đầu tiên gặp Trung Quốc đã mang lại chiến thắng 8–0. Birgit Prinz ghi 4 bàn thắng trong trận này. Trận tứ kết gặp Nigeria là một trận thắng nhọc nhằn. Nhờ vào bàn thắng của Steffi Jones và Conny Pohlers mà đội Đức đã lật ngược được tình thế. Hoa Kỳ đã phục thù cho Giải vô địch thế giới năm trước đấy khi gặp đội tuyển Đức trong trận bán kết. Kristine Lilly mở tỉ số trước cho đội tuyển Hoa Kỳ, tuy Isabell Bachor đã gỡ hòa ngay trong những phút cuối cùng của hiệp 2 nhưng cuối cùng đội Hoa Kỳ đã ghi bàn thắng trong hiệp phụ. Đội tuyển Đức nhận huy chương đồng thứ nhì sau khi chiến thắng đội Thụy Điển trong trận tranh giải hạng ba.
Giải vô địch bóng đá nữ châu Âu 2005 được tổ chức tại Anh. Sau chiến thắng đầu tiên đầy khó nhọc 1–0 trong trận gặp Na Uy, đội tuyển Đức đã chiến thắng các đội Ý và Pháp đầy thuyết phục. Đối thủ của trận bán kết là Phần Lan. Đội bóng Bắc Âu đã bị bất ngờ trước các bàn thắng nhanh chóng của Inka Grings (2 bàn) và Conny Pholers. Sau bàn gỡ của đối phương, Birgit Prinz đã ghi bàn mang lại quyết định cho trận đấu. Na Uy là đối thủ trong trận chung kết. Đội tuyển Đức dẫn trước với hai bàn thắng của Inka Grings và Renate Lingor. Dany Mellgren rút ngắn khoảng cách tỉ số ngay trước khi nghỉ giữa trận. Birgit Prinz đã ghi bàn thắng quyết định cho đội tuyển Đức. Sau giải vô địch này Tina Theune-Meyer đã giao lại chức vụ huấn luyện viên cho người phụ tá là Silvia Neid.
Với Silvia Neid là huấn luyện viên trưởng, đội tuyển Đức lần đầu tiên đoạt Cúp Algarve năm 2006. Đội tuyển một lần nữa được trẻ hóa, các nữ cầu thủ mới như Annike Krahn hay Célia Okoyino da Mbabi trở thành những cầu thủ đá chính mặc dù vẫn còn trong độ tuổi rất trẻ. Đội bóng của Silvia đã thắng tất cả tám trận trong vòng loại của Giải vô địch bóng đá nữ thế giới 2007 được tổ chức tại Trung Quốc. Lần đầu tiên, đội tuyển Đức đã nhận được một khoản tiền thưởng từ Liên đoàn bóng đá Đức khi qua được vòng loại của một giải vô địch lớn. Đội tuyển đã nhận được tổng cộng 200.000 Euro.

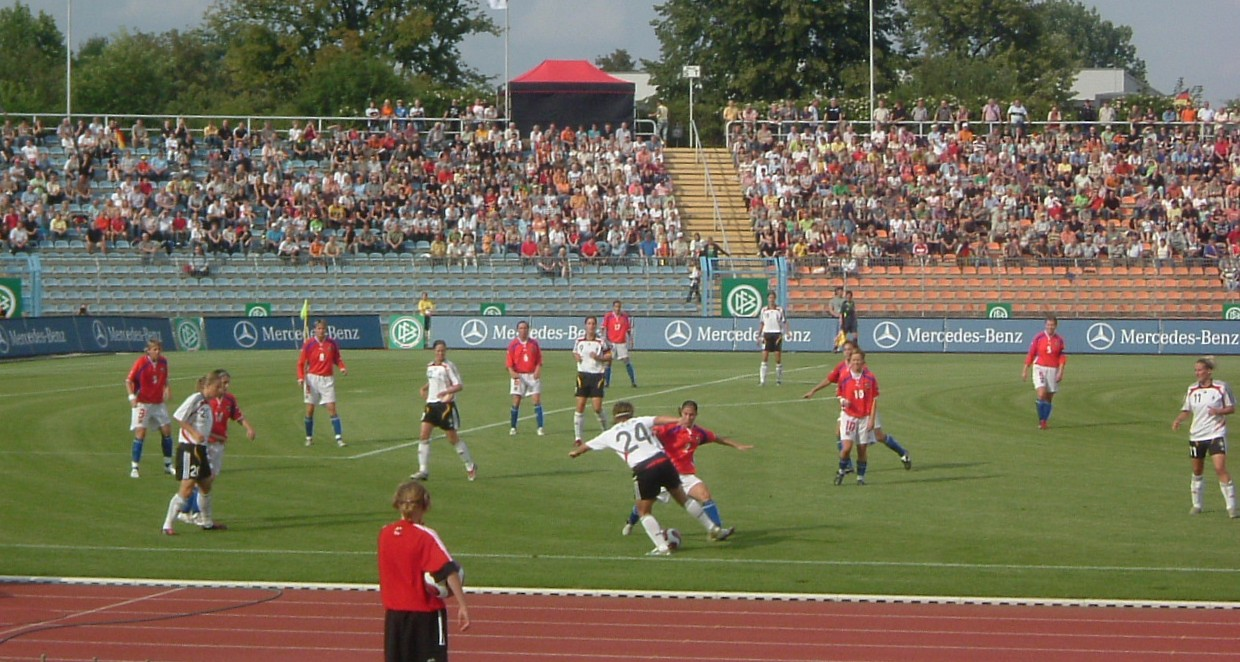
Một pha bóng trong trận Đức gặp Séc tại Gera vào ngày 2 tháng 8 năm 2007

Năm 2007 khởi đầu không mấy may mắn cho đội tuyển Đức. Giải đấu 4 đội tuyển quốc gia tại Trung Quốc chỉ mang lại 3 trận hòa trước Trung Quốc, Anh và Hoa Kỳ. Tại Cúp Algarve vào tháng 3 đội chỉ có một trận thắng duy nhất trong trận gặp Đan Mạch nhưng lại thua 3 trận khi gặp các đội tuyển của Na Uy, Pháp và Ý, đứng hạng thứ 8. Đội tuy đã thi đấu áp đảo trong tất cả các trận nhưng lại bỏ lỡ cơ hội ghi bàn thắng rất nhiều lần. Vì kết quả của cúp này mà vào tháng 3 năm 2007 đội tuyển Đức đã phải nhường vị trí dẫn đầu trong danh sách xếp hạng của FIFA lại cho Hoa Kỳ sau hơn 3 năm đứng đầu bảng.
Cùng với các trận thi đấu vòng loại của Giải vô địch bóng đá nữ châu Âu 2009, đội đã có thể tiếp tục kết nối với các thành tích trước đây: thắng Hà Lan với tỉ số 5–1. Trận thi đấu gặp Thụy Sĩ trong vòng loại Giải vô địch châu Âu cũng là dịp kỷ niệm 25 năm ngày thành lập đội bóng nữ, chiến thắng 7–0 trong trận này cũng là chiến thắng lần thứ 200 trong các trận thi đấu quốc tế.
Tại vòng bảng Giải vô địch bóng đá thế giới 2007, đội tuyển gặp các đội bóng của Argentina, Anh và Nhật. Nhờ chiến thắng đội Argentina (11–0, chiến thắng đậm nhất từ trước đến nay trong lịch sử Giải vô địch bóng đá thế giới) và đội Nhật (2–0) cũng như hòa đội Anh mà đội tuyển Đức lọt vào vòng tứ kết. Đội Đức thắng trận tứ kết gặp Cộng hòa Dân chủ Nhân dân Triều Tiên với tỉ số 3:0. Cũng với tỉ số 3:0, đội đã thắng đội tuyển Na Uy trong trận bán kết. Đánh bại đội tuyển Brasil trong trận chung kết ngày 30 tháng 9 năm 2007 tại Thượng Hải (2–0), đội lại một lần nữa đoạt chức vô địch thế giới. Nhờ vào tài năng của thủ môn Nadine Angerer mà đội đạt thêm một kỷ lục mới: không một bàn thua trong suốt một giải vô địch.
Đội tuyển Đức hòa không bàn thắng trong trận mở màn với chính Brasil tại Thế vận hội Mùa hè 2008. Họ sau đó đánh bại Nigeria và Triều Tiên để lọt vào tứ kết, nơi họ đánh bại Thụy Điển 2–0 trong hiệp phụ. Ở bán kết, Đức gặp lại Brasil. Mặc dù Birgit Prinz ghi bàn ở ngay phút thứ 10, Đức vẫn thua chung cuộc 1–4 sau khi để đối thủ ghi liền ba bàn trong hiệp hai. Họ đánh bại Nhật 2–0 trong trận tranh huy chương đồng nhờ cú đúp của Fatmire Bajramaj. Lần thứ ba liên tiếp thất bại tại Olympic bị coi là sự thất vọng lớn dành cho các cầu thủ và giới truyền thông Đức.
Đức vượt qua vòng loại Giải vô địch bóng đá nữ châu Âu 2009 tổ chức tại Phần Lan với thành tích toàn thắng và ghi 34 bàn. Họ vượt qua Na Uy, Pháp và Iceland ở vòng bảng và thắng Ý 2–1 tại tứ kết. Tại bán kết, sau khi bị Na Uy dẫn trước trong hiệp một, Đức lội ngược dòng để giành chiến thắng 3–1. Vào ngày 10 tháng 9 năm 2009, họ đánh bại đội tuyển Anh 6–2 ở trận chung kết để lên ngôi vô địch lần thứ 7. Inka Grings tiếp tục giành giải vua phá lưới giống như vòng chung kết 2005, còn Đức nối dài chuỗi trận toàn thắng tại giải châu Âu từ năm 1997 lên con số 19.

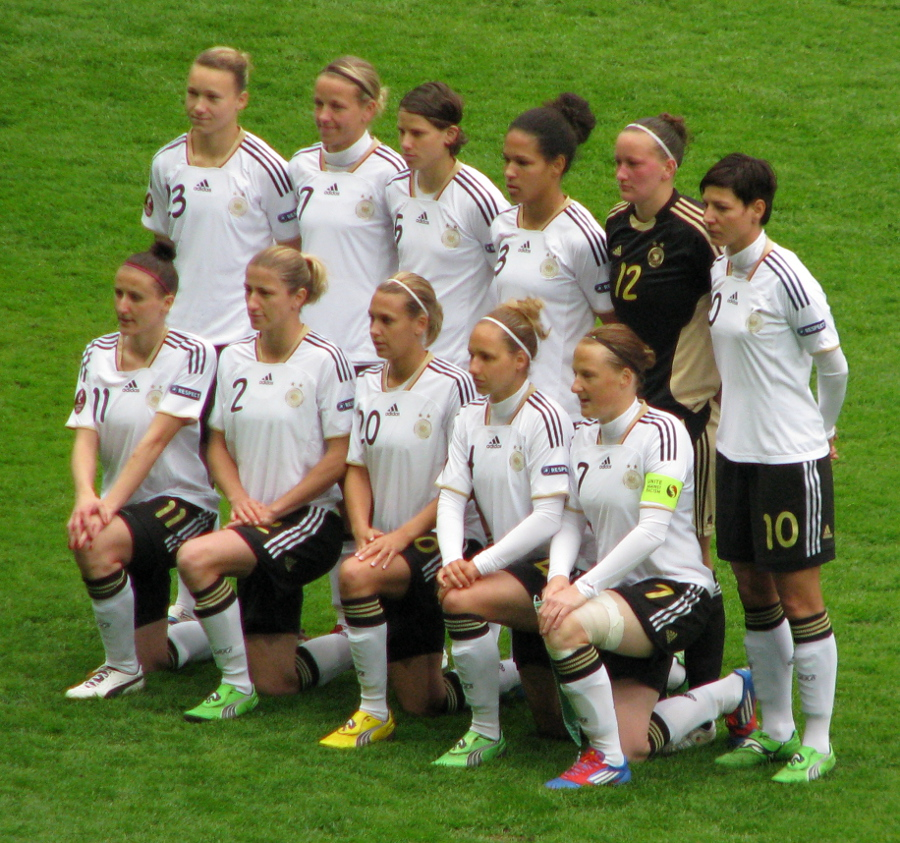
Đội tuyển Đức năm 2012

### 2011–nay: Vô địch châu Âu và huy chương vàng Thế vận hội

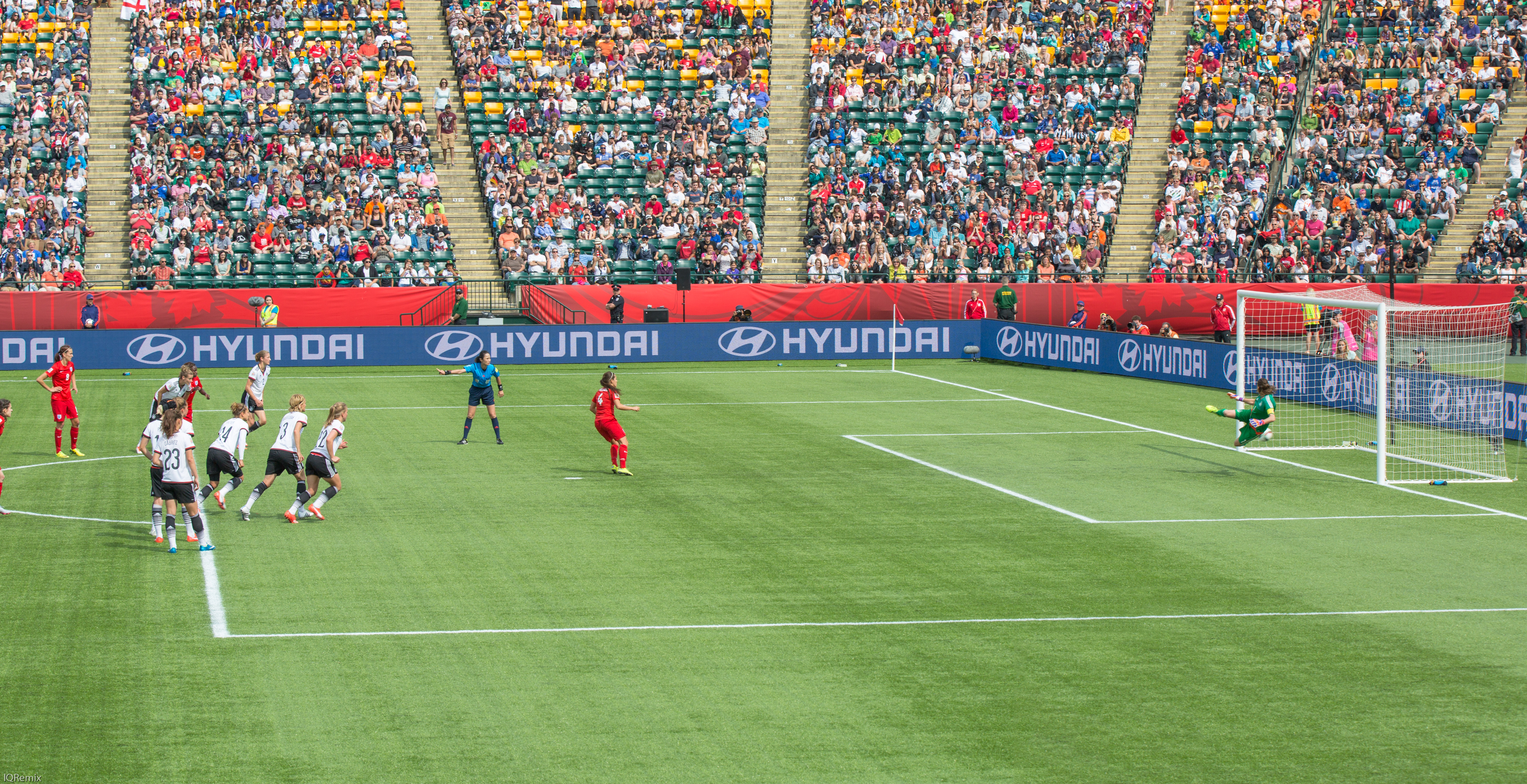
Fara Williams thực hiện thành công quả penalty vào lưới của Nadine Angerer tại World Cup 2015.

Vào năm 2011, Đức là chủ nhà của vòng chung kết Giải vô địch bóng đá nữ thế giới. Đức chiến thắng cả ba trận vòng bảng trước Canada, Pháp và Nigeria. Tại tứ kết đội bất ngờ bị đội sau đó lên ngôi vô địch là Nhật Bản vượt qua bằng bàn thắng của Maruyama Karina, kết thúc chuỗi 16 trận bất bại tại World Cup. Cũng vì thất bại này mà Đức không thể có vé dự Thế vận hội Mùa hè 2012 do không nằm trong top 2 đội có thành tích tốt nhất World Cup.
Tại Euro 2013 ở Thụy Điển, người Đức lần thứ 8 giành ngôi vô địch (lần thứ 6 liên tiếp), với chiến thắng 1–0 trong trận chung kết trước Na Uy. Thủ môn Nadine Angerer, người đẩy được 2 quả phạt đền của Na Uy, được bầu là cầu thủ xuất sắc nhất giải. Giải vô địch bóng đá nữ thế giới 2015 chứng kiến Đức trở lại top 4. Trong trận bán kết với Hoa Kỳ, Célia Šašić, vua phá lưới của giải, bỏ lỡ một quả phạt 11m và các bàn thắng sau đó của Carli Lloyd và Kelley O'Hara khiến Đức không thể có mặt tại trận chung kết. Trận tranh giải ba là lần đầu tiên Đức thua trước đội tuyển Anh sau 21 lần đối đầu với bàn thắng duy nhất của trận đấu đến từ quả penalty của Fara Williams trong hiệp phụ.
Tại Thế vận hội Mùa hè 2016, Đức khởi đầu vòng bảng với chiến thắng dễ dàng 6–1 trước Zimbabwe. Tuy nhiên họ gặp nhiều khó khăn trong hai lượt trận sau đó khi để thua Canada 1–2 và chật vật cầm hòa đội tuyển Úc. Tại vòng tứ kết, bàn thắng duy nhất của đội trưởng Saskia Bartusiak giúp Đức vượt qua Trung Quốc. Họ gặp lại đội tuyển Canada ở trận bán kết và đòi nợ tại vòng bảng thành công với chiến thắng 2–0. Đức giành tấm huy chương vàng bóng đá đầu tiên cho đoàn thể thao Đức (cả nam và nữ) sau khi đánh bại Thụy Điển 2–1 trong trận tranh huy chương vàng. Tiền vệ Melanie Behringer là vua phá lưới của giải với 5 bàn thắng. Cô và hai cầu thủ kỳ cựu khác là Annike Krahn và Saskia Bartusiak cũng nói lời chia tay đội tuyển quốc gia sau giải đấu.

## Thành tích tại các giải đấu quốc tế

### Giải vô địch bóng đá nữ thế giới
| Năm       | Thành tích    | Trận          | Thắng         | Hòa*          | Thua          | Bàn thắng     | Bàn thua      |
| --------- | ------------- | ------------- | ------------- | ------------- | ------------- | ------------- | ------------- |
| 1991      | Hạng tư       | 6             | 4             | 0             | 2             | 13            | 10            |
| 1995      | Á quân        | 6             | 4             | 0             | 2             | 13            | 6             |
| 1999      | Tứ kết        | 4             | 1             | 2             | 1             | 12            | 7             |
| 2003      | Vô địch       | 6             | 6             | 0             | 0             | 25            | 4             |
| 2007      | Vô địch       | 6             | 5             | 1             | 0             | 21            | 0             |
| 2011      | Tứ kết        | 4             | 3             | 0             | 1             | 7             | 4             |
| 2015      | Hạng tư       | 7             | 3             | 2             | 2             | 20            | 6             |
| 2019      | Tứ kết        | 5             | 4             | 0             | 1             | 10            | 2             |
| 2023      | Vòng bảng     | 3             | 1             | 1             | 1             | 8             | 3             |
| 2027      | Chưa xác định | Chưa xác định | Chưa xác định | Chưa xác định | Chưa xác định | Chưa xác định | Chưa xác định |
| Tổng cộng | 9/10          | 47            | 31            | 6*            | 10            | 129           | 42            |

*Các trận hòa bao gồm các trận đấu thuộc vòng đấu loại trực tiếp được giải quyết bằng loạt sút luân lưu.

### Thế vận hội Mùa hè
| Năm       | Thành tích               | Trận                     | Thắng                    | Hòa*                     | Thua                     | Bàn thắng                | Bàn thua                 |
| --------- | ------------------------ | ------------------------ | ------------------------ | ------------------------ | ------------------------ | ------------------------ | ------------------------ |
| 1996      | Vòng bảng                | 3                        | 1                        | 1                        | 1                        | 6                        | 6                        |
| 2000      | Huy chương Đồng          | 5                        | 4                        | 0                        | 1                        | 8                        | 2                        |
| 2004      | Huy chương Đồng          | 5                        | 4                        | 0                        | 1                        | 14                       | 3                        |
| 2008      | Huy chương Đồng          | 6                        | 4                        | 1                        | 1                        | 7                        | 4                        |
| 2012      | Không vượt qua vòng loại | Không vượt qua vòng loại | Không vượt qua vòng loại | Không vượt qua vòng loại | Không vượt qua vòng loại | Không vượt qua vòng loại | Không vượt qua vòng loại |
| 2016      | Huy chương Vàng          | 6                        | 4                        | 1                        | 1                        | 14                       | 6                        |
| 2020      | Không vượt qua vòng loại | Không vượt qua vòng loại | Không vượt qua vòng loại | Không vượt qua vòng loại | Không vượt qua vòng loại | Không vượt qua vòng loại | Không vượt qua vòng loại |
| 2024      | Huy chương Đồng          | 6                        | 3                        | 1                        | 2                        | 9                        | 6                        |
| Tổng cộng | 6/8                      | 31                       | 20                       | 4                        | 7                        | 58                       | 27                       |

* Các trận hòa bao gồm các trận đấu thuộc vòng đấu loại trực tiếp được giải quyết bằng loạt sút luân lưu.

### Giải vô địch bóng đá nữ châu Âu
| Năm       | Thành tích               | Trận                     | Thắng                    | Hòa*                     | Thua                     | Bàn thắng                | Bàn thua                 |
| --------- | ------------------------ | ------------------------ | ------------------------ | ------------------------ | ------------------------ | ------------------------ | ------------------------ |
| 1984**    | Không vượt qua vòng loại | Không vượt qua vòng loại | Không vượt qua vòng loại | Không vượt qua vòng loại | Không vượt qua vòng loại | Không vượt qua vòng loại | Không vượt qua vòng loại |
| 1987      | Không vượt qua vòng loại | Không vượt qua vòng loại | Không vượt qua vòng loại | Không vượt qua vòng loại | Không vượt qua vòng loại | Không vượt qua vòng loại | Không vượt qua vòng loại |
| 1989      | Vô địch                  | 3                        | 2                        | 1                        | 0                        | 8                        | 3                        |
| 1991      | Vô địch                  | 3                        | 3                        | 0                        | 0                        | 12                       | 2                        |
| 1993      | Hạng tư                  | 3                        | 1                        | 1                        | 1                        | 9                        | 4                        |
| 1995      | Vô địch                  | 3                        | 3                        | 0                        | 0                        | 14                       | 4                        |
| 1997      | Vô địch                  | 5                        | 3                        | 2                        | 0                        | 6                        | 1                        |
| 2001      | Vô địch                  | 5                        | 5                        | 0                        | 0                        | 13                       | 1                        |
| 2005      | Vô địch                  | 5                        | 5                        | 0                        | 0                        | 15                       | 2                        |
| 2009      | Vô địch                  | 6                        | 6                        | 0                        | 0                        | 21                       | 5                        |
| 2013      | Vô địch                  | 6                        | 4                        | 1                        | 1                        | 6                        | 1                        |
| 2017      | Tứ kết                   | 4                        | 2                        | 1                        | 1                        | 5                        | 3                        |
| 2021      | Á quân                   | 6                        | 5                        | 0                        | 1                        | 14                       | 3                        |
| Tổng cộng | 10/12                    | 46                       | 36                       | 6*                       | 4                        | 107                      | 27                       |

*Các trận hòa bao gồm các trận đấu thuộc vòng đấu loại trực tiếp được giải quyết bằng loạt sút luân lưu.
**Không có nước chủ nhà. Các đội thi đấu lượt đi và về trên sân của nhau.

## Lịch thi đấu

### 2024
| 23 tháng 2 UEFA Women's Nations League 2023–24 | Pháp                                  | 2–1      | Đức                 | Décines-Charpieu                                                                                 |  |
| 21:00                                          | - Diani 41' - Karchaoui 45+4' (ph.đ.) | Chi tiết | - Gwinn 82' (ph.đ.) | Sân vận động: Parc Olympique Lyonnais Lượng khán giả: 30,267 Trọng tài: Esther Staubli (Thụy Sĩ) |  |

| 28 tháng 2 UEFA Women's Nations League 2023–24 | Hà Lan | 0–2      | Đức                       | Heerenveen                                                                                    |  |
| 20:45                                          |        | Chi tiết | - Bühl 66' - Schüller 78' | Sân vận động: Abe Lenstra Stadion Lượng khán giả: 21,128 Trọng tài: Stéphanie Frappart (Pháp) |  |

| 5 tháng 4 Vòng loại giải vô địch bóng đá nữ châu Âu 2025 | Áo               | 2–3      | Đức                                 | Linz                                                                                      |  |
| 20:30                                                    | Campbell 9', 17' | Chi tiết | - Bühl 39', 49' - Gwinn 63' (ph.đ.) | Sân vận động: Raiffeisen Arena Lượng khán giả: 7,500 Trọng tài: Tess Olofsson (Thụy Điển) |  |

| 9 tháng 4 Vòng loại giải vô địch bóng đá nữ châu Âu 2025 | Đức                                 | 3–1      | Iceland          | Aachen |  |
| 18:10                                                    | - Schüller 4', 34' - Oberdorf 45+3' | Chi tiết | Eiríksdóttir 23' | Sân vận động: Sân vận động Raiffeisen (Linz) Lượng khán giả: 16,503 Trọng tài: Jana Adámková (Cộng hòa Séc) |  |

| 31 tháng 5 Vòng loại giải vô địch bóng đá nữ châu Âu 2025 | Đức                                                     | 4–1      | Ba Lan     | Rostock                                                                                |  |
| 20:30                                                     | - Zieniewicz 34' (l.n.) - Schüller 78' - Gwinn 84', 88' | Chi tiết | Padilla 1' | Sân vận động: Ostseestadion Lượng khán giả: 18,765 Trọng tài: Jelena Ćetković (Serbia) |  |

| 4 tháng 6 Vòng loại giải vô địch bóng đá nữ châu Âu 2025 | Ba Lan        | 1–3      | Đức                            | Gdynia                                                                                                   |  |
| 18:00                                                    | Grabowska 12' | Chi tiết | - Schüller 51', 69' - Bühl 77' | Sân vận động: Stadion Miejski w Gdyni Lượng khán giả: 4,012 Trọng tài: Olatz Rivera Olmedo (Tây Ban Nha) |  |

| 12 tháng 7 Vòng loại giải vô địch bóng đá nữ châu Âu 2025 | Iceland                                                   | 3–0      | Đức | Reykjavík                                                                             |  |
| 16:15                                                     | - Sigurðardóttir 14' - Jóhannsdóttir 52' - Jónsdóttir 83' | Chi tiết |     | Sân vận động: Laugardalsvöllur Lượng khán giả: 5,243 Trọng tài: Cheryl Foster (Wales) |  |

| 16 tháng 7 Vòng loại giải vô địch bóng đá nữ châu Âu 2025 | Đức                                          | 4–0      | Áo | Hanover                                                                                      |  |
| 19:00                                                     | - Bühl 11', 90+3' - Brand 39' - Schüller 53' | Chi tiết |    | Sân vận động: Niedersachsenstadion Lượng khán giả: 43,953 Trọng tài: Shona Shukrula (Hà Lan) |  |

| 25 tháng 7 Thế vận hội Mùa hè 2024 | Đức                                       | 3–0      | Úc | Marseille, France                                                                       |  |
| 19:00                              | - Hegering 24' - Schüller 64' - Brand 68' | Chi tiết |    | Sân vận động: Stade de Marseille Lượng khán giả: 8,500 Trọng tài: Katia García (Mexico) |  |

| 28 tháng 7 Thế vận hội Mùa hè 2024 | Hoa Kỳ                                        | 4–1      | Đức       | Marseille, France                                                                          |  |
| 21:00                              | - Smith 11', 44' - Swanson 26' - Williams 89' | Chi tiết | Gwinn 22' | Sân vận động: Stade de Marseille Lượng khán giả: 10,000 Trọng tài: Yael Falcón (Argentina) |  |

| 31 tháng 7 Thế vận hội Mùa hè 2024 | Zambia         | 1–4      | Đức                                         | Saint-Étienne, France                                                                               |  |
| 19:00                              | - B. Banda 49' | Chi tiết | - Schüller 10', 61' - Bühl 47' - Senß 90+5' | Sân vận động: Stade Geoffroy-Guichard Lượng khán giả: 2,642 Trọng tài: Yoshimi Yamashita (Nhật Bản) |  |

| 3 August Thế vận hội Mùa hè 2024   | Canada | 0–0 (s.h.p.) (2–4 p)                       | Đức | Marseille, France                                                                               |  |
| 19:00                              |        | Chi tiết                                   |     | Sân vận động: Stade de Marseille Lượng khán giả: 12,517 Trọng tài: Edina Alves Batista (Brazil) |  |
|                                    |        | Loạt sút luân lưu                          |     |                                                                                                 |  |
| - Quinn - Lawrence - Leon - Beckie |        | - Gwinn - Minge - Lohmann - Rauch - Berger |     |                                                                                                 |  |

| 6 August Thế vận hội Mùa hè 2024 | Hoa Kỳ      | 1–0 (s.h.p.) | Đức | Décines-Charpieu, France                                                                 |  |
| 18:00                            | - Smith 95' | Chi tiết     |     | Sân vận động: Stade de Lyon Lượng khán giả: 11,716 Trọng tài: Bouchra Karboubi (Morocco) |  |

| 9 August Thế vận hội Mùa hè 2024 | Tây Ban Nha | 0–1      | Đức                 | Décines-Charpieu, Pháp                                                              |  |
| 15:00                            |             | Chi tiết | - Gwinn 64' (ph.đ.) | Sân vận động: Stade de Lyon Lượng khán giả: 10,995 Trọng tài: Katia García (Mexico) |  |

| 25 October Friendly | Anh                             | 3–4      | Đức                                      | London                                                                                      |  |
| 20:30               | - Stanway 33', 36' - Bronze 81' | Chi tiết | - Gwinn 3', 11' - Bühl 29' - Däbritz 72' | Sân vận động: Wembley Stadium Lượng khán giả: 47,967 Trọng tài: Marta Huerta de Aza (Spain) |  |

| 28 October Friendly | Đức      | 1–2      | Úc                            | Duisburg                                                                        |  |
| 18:10               | Cerci 5' | Chi tiết | - Cooney-Cross 39' - Hunt 77' | Sân vận động: MSV-Arena Lượng khán giả: 26,633 Trọng tài: Maria Marotta (Italy) |  |

| 29 November Friendly | Thụy Sĩ | 0–6      | Đức                                                                | Zürich                                                                                      |  |
| 20:00                |         | Chi tiết | - Nüsken 43' - Freigang 50', 65' - Schüller 56', 90+1' - Zicai 73' | Sân vận động: Letzigrund Lượng khán giả: 17,306 Trọng tài: Zulema González González (Spain) |  |

| 2 December Friendly | Đức       | 1–2      | Ý                              | Bochum                                                                                  |  |
| 20:30               | Rauch 11' | Chi tiết | - Bonfantini 11' - Cantore 74' | Sân vận động: Ruhrstadion Lượng khán giả: 15,125 Trọng tài: Stéphanie Frappart (France) |  |

## Đội hình hiện tại
Đội hình triệu tập cho World Cup nữ 2023.
Số trận và bàn thắng tính tới 3 tháng 8 năm 2023.
| Số | VT | Cầu thủ                  | Ngày sinh (tuổi)  | Trận | Bàn | Câu lạc bộ          |
| -- | -- | ------------------------ | ----------------- | ---- | --- | ------------------- |
| 1  | TM | Merle Frohms             | 28 tháng 1, 1995  | 43   | 0   | VfL Wolfsburg       |
| 12 | TM | Ann-Katrin Berger        | 9 tháng 10, 1990  | 6    | 0   | Chelsea             |
| 21 | TM | Stina Johannes           | 23 tháng 1, 2000  | 0    | 0   | Eintracht Frankfurt |
|    |    |                          |                   |      |     |                     |
| 2  | HV | Chantal Hagel            | 20 tháng 7, 1998  | 13   | 0   | 1899 Hoffenheim     |
| 3  | HV | Kathrin Hendrich         | 6 tháng 4, 1992   | 61   | 5   | VfL Wolfsburg       |
| 4  | HV | Sophia Kleinherne        | 12 tháng 4, 2000  | 27   | 1   | Eintracht Frankfurt |
| 5  | HV | Marina Hegering          | 17 tháng 4, 1990  | 30   | 3   | Bayern Munich       |
| 17 | HV | Felicitas Rauch          | 30 tháng 4, 1996  | 34   | 4   | VfL Wolfsburg       |
| 15 | HV | Sjoeke Nüsken            | 22 tháng 1, 2001  | 18   | 2   | Chelsea             |
| 23 | HV | Sara Doorsoun            | 17 tháng 11, 1991 | 47   | 1   | Eintracht Frankfurt |
|    |    |                          |                   |      |     |                     |
| 6  | TV | Lena Oberdorf            | 19 tháng 12, 2001 | 40   | 3   | VfL Wolfsburg       |
| 8  | TV | Sydney Lohmann           | 19 tháng 6, 2000  | 23   | 4   | Bayern Munich       |
| 13 | TV | Sara Däbritz             | 15 tháng 2, 1995  | 100  | 17  | Lyon                |
| 14 | TV | Lena Lattwein            | 2 tháng 5, 2000   | 31   | 1   | VfL Wolfsburg       |
| 18 | TV | Melanie Leupolz          | 14 tháng 4, 1994  | 79   | 13  | Chelsea             |
| 20 | TV | Lina Magull              | 15 tháng 8, 1994  | 74   | 22  | Bayern Munich       |
| 22 | TV | Jule Brand               | 16 tháng 10, 2002 | 35   | 7   | VfL Wolfsburg       |
|    |    |                          |                   |      |     |                     |
| 7  | TĐ | Lea Schüller             | 12 tháng 11, 1997 | 50   | 32  | Bayern Munich       |
| 9  | TĐ | Svenja Huth              | 25 tháng 1, 1991  | 83   | 14  | VfL Wolfsburg       |
| 10 | TĐ | Laura Freigang           | 1 tháng 2, 1998   | 21   | 12  | Eintracht Frankfurt |
| 11 | TĐ | Alexandra Popp (captain) | 6 tháng 4, 1991   | 131  | 66  | VfL Wolfsburg       |
| 16 | TĐ | Nicole Anyomi            | 10 tháng 2, 2000  | 19   | 1   | Eintracht Frankfurt |
| 19 | TĐ | Klara Bühl               | 7 tháng 12, 2000  | 38   | 15  | Bayern Munich       |

### Triệu tập gần đây
Các cầu thủ dưới đây được triệu tập trong vòng 12 tháng.
| Vt | Cầu thủ            | Ngày sinh (tuổi)  | Số trận | Bt | Câu lạc bộ          | Lần cuối triệu tập                        |
| -- | ------------------ | ----------------- | ------- | -- | ------------------- | ----------------------------------------- |
| TM | Ena Mahmutovic     | 23 tháng 12, 2003 | 0       | 0  | MSV Duisburg        | Giải vô địch bóng đá nữ thế giới 2023 PRE |
| TM | Maria Luisa Grohs  | 13 tháng 6, 2001  | 0       | 0  | Bayern Munich       | v. Brasil, 11 tháng 4 năm 2023            |
| TM | Almuth Schult      | 9 tháng 2, 1991   | 66      | 0  | Angel City FC       | v. Hoa Kỳ, 13 tháng 11 năm 2022           |
| TM | Martina Tufekovic  | 16 tháng 7, 1994  | 0       | 0  | 1899 Hoffenheim     | v. Bulgaria, 6 tháng 9 năm 2022           |
|    |                    |                   |         |    |                     |                                           |
| HV | Sarai Linder       | 26 tháng 10, 1999 | 2       | 0  | 1899 Hoffenheim     | Giải vô địch bóng đá nữ thế giới 2023 PRE |
| HV | Carolin Simon      | 24 tháng 11, 1992 | 22      | 3  | Bayern Munich       | Giải vô địch bóng đá nữ thế giới 2023 INJ |
| HV | Jana Feldkamp      | 15 tháng 3, 1998  | 15      | 0  | 1899 Hoffenheim     | v. Thụy Điển, 21 tháng 2 năm 2023         |
| HV | Maximiliane Rall   | 18 tháng 11, 1993 | 9       | 0  | Bayern Munich       | v. Hoa Kỳ, 13 tháng 11 năm 2022           |
| HV | Joelle Wedemeyer   | 12 tháng 8, 1996  | 1       | 0  | VfL Wolfsburg       | v. Hoa Kỳ, 13 tháng 11 năm 2022           |
| HV | Giulia Gwinn       | 2 tháng 7, 1999   | 33      | 3  | Bayern Munich       | v. Pháp, 7 tháng 10 năm 2022              |
|    |                    |                   |         |    |                     |                                           |
| TV | Janina Minge       | 11 tháng 6, 1999  | 2       | 1  | SC Freiburg         | Giải vô địch bóng đá nữ thế giới 2023 PRE |
| TV | Paulina Krumbiegel | 27 tháng 10, 2000 | 8       | 4  | 1899 Hoffenheim     | Giải vô địch bóng đá nữ thế giới 2023 PRE |
| TV | Linda Dallmann     | 2 tháng 9, 1994   | 55      | 12 | Bayern Munich       | v. Thụy Điển, 21 tháng 2 năm 2023         |
| TV | Fabienne Dongus    | 11 tháng 5, 1994  | 5       | 0  | 1899 Hoffenheim     | v. Bulgaria, 6 tháng 9 năm 2022           |
|    |                    |                   |         |    |                     |                                           |
| TĐ | Tabea Sellner      | 26 tháng 8, 1996  | 25      | 5  | VfL Wolfsburg       | Giải vô địch bóng đá nữ thế giới 2023 PRE |
| TĐ | Melissa Kössler    | 4 tháng 3, 2000   | 1       | 0  | 1899 Hoffenheim     | Giải vô địch bóng đá nữ thế giới 2023 PRE |
| TĐ | Carlotta Wamser    | 1 tháng 11, 2003  | 0       | 0  | Eintracht Frankfurt | Giải vô địch bóng đá nữ thế giới 2023 PRE |

Chú thích:
- INJ Rút lui do chấn thương
- PRE Đội hình sơ bộ
- RET Đã chia tay đội tuyển quốc gia

## Lịch sử huấn luyện viên

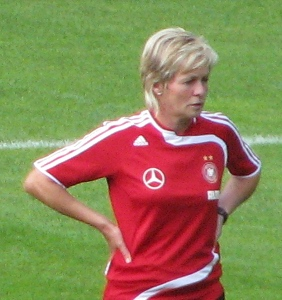
Huấn luyện viên Silvia Neid, người giữ chức huấn luyện viên từ năm 2005 tới 2016.

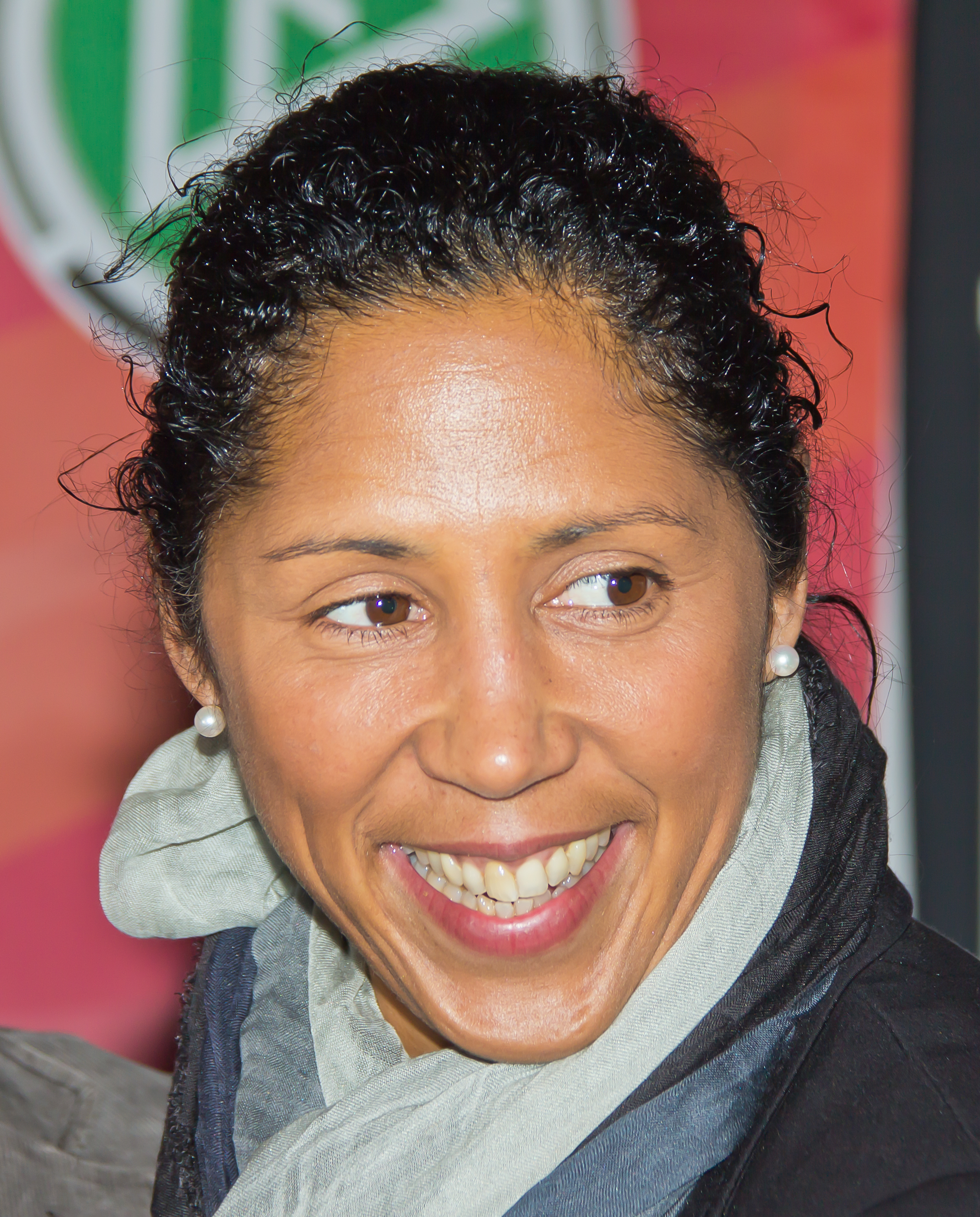
Steffi Jones, người nhậm chức từ năm 2016

- Gero Bisanz (1982–1996) sinh ngày 3 tháng 11 năm 1935 là huấn luyện viên đầu tiên của Đội bóng đá nữ quốc gia Đức. Vị huấn luyện viên trưởng này đã dẫn dắt thành công đội bóng trong các Giải vô địch bóng đá nữ châu Âu 1989, 1991 và 1995. Năm 1993 đội về hạng 4, cho đến nay là thành tích kém nhất trong Giải vô địch bóng đá nữ châu Âu. Trong các Giải vô địch bóng đá thế giới Bisanz đã cùng với đội tuyển đứng hạng 4 năm 1991 và hạng nhì năm 1995. Ông đã cùng Tina Theune-Meyer định hướng thành công cho việc đào tạo đội cầu thủ trẻ.
- Tina Theune-Meyer (1996–2005) sinh ngày 4 tháng 11 năm 1953 tiếp nhận chức vụ huấn luyện viên trưởng sau Thế vận hội Mùa hè 1996. Theune-Meyer là người phụ nữ đầu tiên có bằng huấn luyện viên bóng đá. Dưới sự lãnh đạo của bà đội tuyển Đức đã đoạt chức vô địch trong các Giải vô địch bóng đá nữ châu Âu 1997, 2001 và 2005. Đội đoạt huy chương đồng trong Thế vận hội 2000 và 2004. Thành công lớn nhất của bà là các chiến thắng trong Giải vô địch bóng đá nữ thế giới 2003 tại Hoa Kỳ. Tina Theune-Meyer là nữ huấn luyện viên đội tuyển quốc gia thành công nhất cho đến nay. Bà đã gặt hái thành quả đào tạo mầm non và đã đưa nhiều nữ tuyển thủ của đội U-19 vào đội tuyển quốc gia. Bà xin từ chức sau thành công tại Giải vô địch bóng đá nữ châu Âu 2005.
- Silvia Neid (2005–2016) sinh ngày 2 tháng 5 năm 1964, là cựu tuyển thủ đầu tiên ngồi lên ghế huấn luyện đội tuyển. Trước khi nhận nhiệm vụ bà là phụ tá của Tina Theune-Meyer và đã là huấn luyện viên của đội tuyển quốc gia U-19. Bà đã cùng đội U-19 đoạt chức vô địch thế giới năm 2005. Việc Silvia Neid kế nhiệm chức vụ huấn luyện viên không phải là không gây ra tranh cãi. Sau thất bại tại Cúp Algarve 2007, bà đã bị nhiều cổ động viên chỉ trích về phương pháp làm việc cũng như trong việc tuyển lựa nữ cầu thủ cho đội tuyển. Tuy vậy Neid đã bảo vệ thành công danh hiệu vô địch thế giới tại Giải vô địch bóng đá nữ thế giới 2007. Ngày 30 tháng 3 năm 2015 DFB thông báo hợp đồng của Neid sẽ kết thúc vào năm 2016 và kể từ tháng 9 năm 2016 bà trở thành trưởng ban tuyển chọn và tìm kiếm tài năng bóng đá nữ trẻ của DFB.[17] Bà kết thúc sự nghiệp huấn luyện đội tuyển bằng tấm huy chương vàng Thế vận hội 2016.
- Steffi Jones (2016–2018) sinh ngày 22 tháng 12 năm 1972, cũng như Neid, là cựu tuyển thủ Đức từ năm 1993 tới 2007 với 111 lần khoác áo. Sau khi giải nghệ, Jones chuyển sang các công tác quản lý bóng đá nữ, trong đó có chức vụ Trưởng ban tổ chức World Cup 2011 ở Đức và giám đốc của ban bóng đá nữ và học đường của DFB. Vào năm 2015, bà được DFB ấn định là đồng huấn luyện viên đội tuyển quốc gia nữ Đức cùng Silvia Neid.[18] Sau Thế vận hội Mùa hè 2016 bà chính thức tiếp quản vị trí huấn luyện viên trưởng.[17]
- Horst Hrubesch (2018) là huấn luyện viên trưởng tạm quyền từ tháng 3 đến tháng 11 năm 2018.[19]
- Martina Voss-Tecklenburg (2019–2023) sau đó trở thành huấn luyện viên mới vào năm 2019. Hợp đồng đã bị vô hiệu vào tháng 11 năm 2023.[20]
- Horst Hrubesch (2023–nay) một lần nữa đảm nhiệm vai trò huấn luyện viên trưởng tạm quyền vào tháng 10 năm 2023.[21]

### Thống kê thành tích của các huấn luyện viên
| Tên                        | Thời gian | Tr  | T   | H  | B  | % Thắng | Thành tựu |
| -------------------------- | --------- | --- | --- | -- | -- | ------- | --- |
| Gero Bisanz                | 1982–1996 | 127 | 83  | 17 | 27 | 65,35   | Vô địch Giải vô địch bóng đá nữ châu Âu: 1989, 1991, 1995 Hạng tư Giải vô địch bóng đá nữ thế giới 1991 Hạng tư Giải vô địch bóng đá nữ châu Âu 1993 Á quân Giải vô địch bóng đá nữ thế giới 1995                               |
| Tina Theune                | 1996–2005 | 135 | 93  | 18 | 24 | 68,89   | Vô địch Giải vô địch bóng đá nữ châu Âu: 1997, 2001, 2005 Huy chương đồng Thế vận hội Mùa hè: 2000, 2004 Vô địch Giải vô địch bóng đá nữ thế giới 2003                                                                          |
| Silvia Neid                | 2005–2016 | 169 | 125 | 22 | 22 | 73,96   | Vô địch Giải vô địch bóng đá nữ thế giới 2007 Huy chương đồng Thế vận hội mùa hè 2008 Vô địch Giải vô địch bóng đá nữ châu Âu: 2009, 2013 Hạng tư Giải vô địch bóng đá nữ thế giới 2015 Huy chương vàng Thế vận hội Mùa hè 2016 |
| Steffi Jones               | 2016–2018 | 22  | 13  | 4  | 5  | 59,09   | Tứ kết Giải vô địch bóng đá nữ châu Âu 2017 |
| Horst Hrubesch (tạm quyền) | 2018      | 8   | 7   | 1  | 0  | 87,50   | |
| Martina Voss-Tecklenburg   | 2019–2023 | 57  | 40  | 5  | 12 | 70,18   | Tứ kết Giải vô địch bóng đá nữ thế giới 2019 Á quân Giải vô địch bóng đá nữ châu Âu 2022 |
| Horst Hrubesch (tạm quyền) | 2023–nay  | 13  | 10  | 1  | 2  | 76,92   | |
| Tổng                       | Tổng      | 530 | 370 | 68 | 92 | 69,81   | |

Tính đến 24 tháng 7 năm 2023.

## Kỷ lục

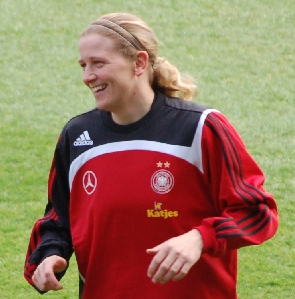
Kerstin Stegemann là cầu thủ thi đấu nhiều thứ hai của đội tuyển Đức.

Cựu đội trưởng Birgit Prinz, người từ giã sự nghiệp sau World Cup 2011, giữ kỷ lục về số trận đấu cho đội tuyển với 214 lần ra sân từ 1994 tới 2011. Cô là một trong 22 cầu thủ nữ của Đức có trên 100 trận quốc tế. Kerstin Stegemann thứ 2 với 191 trận. Bettina Wiegmann, đội trưởng tại Giải vô địch bóng đá nữ thế giới 2003, đứng thứ năm với 154 trận. Prinz vượt qua kỷ lục mà Wiegmann từng giữ vào tháng 11 năm 2006. Wiegmann là đội trưởng danh dự duy nhất của đội tuyển bóng đá nữ Đức. Nadine Angerer là thủ môn ra sân nhiều nhất với 146 trận.
Cầu thủ ghi nhiều bàn nhất cho đội tuyển cũng là Prinz. Cô ghi bàn thắng đầu tiên vào tháng 7 năm 1994 trong trận gặp Canada và kết thúc sự nghiệp với 128 bàn (trung bình 0,6 bàn/trận). Heidi Mohr, cầu thủ ghi bàn nhiều thứ hai, là người có hiệu suất ghi bàn tốt nhất với 83 bàn sau 104 trận (trung bình 0,80 bàn/trận). Hai cầu thủ giữ kỷ lục ghi nhiều bàn thắng nhất trong 1 trận: Conny Pohlers ghi 5 bàn vào tháng 10 năm 2001 trận gặp Bồ Đào Nha. Cũng trước Bồ Đào Nha, Inka Grings năm lần điền tên lên bảng tỉ số vào tháng 2 năm 2004.
Trận thắng cách biệt nhất của Đức là chiến thắng 17-0 trước Kazakhstan trong khuôn khổ vòng loại Euro vào tháng 11 năm 2011. Trận thua cách biệt nhất là thảm bại 0-6 trước Hoa Kỳ trong một trận giao hữu vào tháng 3 năm 1996.
| #  | Tên cầu thủ       | Thời gian thi đấu | Số trận |
| -- | ----------------- | ----------------- | ------- |
| 1  | Birgit Prinz      | 1994–2011         | 214     |
| 2  | Kerstin Stegemann | 1995–2009         | 191     |
| 3  | Ariane Hingst     | 1996–2011         | 174     |
| 4  | Anja Mittag       | 2004–2017         | 158     |
| 5  | Bettina Wiegmann  | 1989–2003         | 154     |
| 6  | Renate Lingor     | 1995–2008         | 149     |
| 7  | Sandra Minnert    | 1992–2007         | 147     |
| 8  | Nadine Angerer    | 1996–2015         | 146     |
| 9  | Doris Fitschen    | 1986–2001         | 144     |
| 10 | Annike Krahn      | 2007–2016         | 137     |

| #  | Tên cầu thủ        | Thời gian thi đấu | Bàn thắng | Số trận | Hiệu suất |
| -- | ------------------ | ----------------- | --------- | ------- | --------- |
| 1  | Birgit Prinz       | 1994–2011         | 128       | 214     | 0.6       |
| 2  | Heidi Mohr         | 1986–1996         | 83        | 104     | 0.8       |
| 3  | Inka Grings        | 1996–2012         | 64        | 96      | 0.67      |
| 3  | Alexandra Popp     | 2010–             | 64        | 129     | 0.5       |
| 5  | Célia Šašić        | 2005–2015         | 63        | 111     | 0.57      |
| 6  | Bettina Wiegmann   | 1989–2003         | 51        | 154     | 0.33      |
| 7  | Anja Mittag        | 2004–2017         | 50        | 158     | 0.32      |
| 8  | Silvia Neid        | 1982–1996         | 48        | 111     | 0.43      |
| 9  | Kerstin Garefrekes | 2001–2011         | 43        | 130     | 0.33      |
| 10 | Martina Müller     | 2001–2014         | 37        | 101     | 0.37      |

## Trang phục

Huy hiệu trong các trận đấu tại Thế vận hội Mùa hè.

Thông thường các nữ cầu thủ mang áo trắng, quần đen và tất trắng. Màu trắng đen là màu truyền thống của nước Phổ. Áo trắng có mang vạch của Adidas trên ngực.
Từ khi đoạt Giải vô địch bóng đá nữ thế giới 2007 các nữ tuyển thủ quốc gia Đức mang hai ngôi sao trên áo. Trước đấy đội mang 3 ngôi sao tượng trưng cho 3 lần vô địch thế giới của Đội tuyển bóng đá quốc gia Đức. Adidas là doanh nghiệp trang bị cho đội tuyển.

## Sân thi đấu
Cũng như đội tuyển nam, đội tuyển nữ của Đức không có sân thi đấu cố định. Các trận thi đấu trên sân nhà được luân phiên tổ chức tại nhiều sân vận động khác nhau. Cho đến thời điểm tháng 11 năm 2015 đội tuyển nữ của Đức đã thi đấu tại 89 thành phố Đức. Phần lớn các trận thi đấu được tổ chức tại Osnabrück (7 lần), Ulm (5 lần) và Duisburg (4). Trận sân nhà đầu tiên tại một thành phố ở Đông Đức cũ diễn ra tại Aue tháng 5 năm 1991.

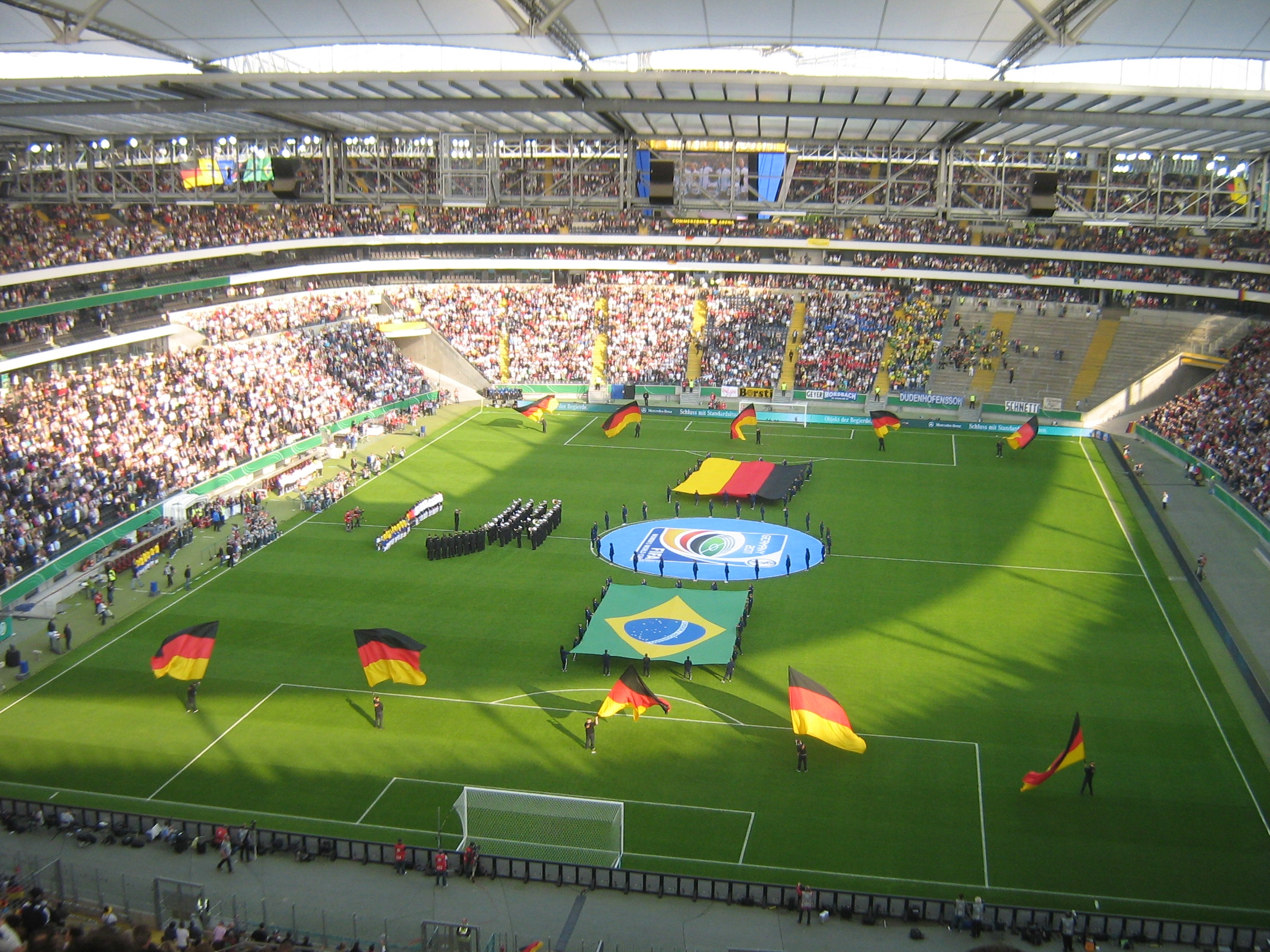
Trận đấu đội tuyển nữ Đức và Brasil tại Frankfurt ngày 22/4/2009, trước 44.825 khán giả

Trong những năm của thập niên 1980 và 1990 các trận thi đấu trên sân nhà thường được tổ chức tại các thành phố nhỏ, không có câu lạc bộ bóng đá thuộc các hạng cao. Vì thế mà Helmstedt, Warendorf hay Spremberg đã từng là nơi thi đấu của đội tuyển. Nhờ vào thành tích của đội tuyển mà lượng khán giả ngày càng đông. Khi trên 10.000 khán giả bắt đầu trở thành thường lệ, các sân vận động lớn hơn trở nên cần thiết. Ngày nay đội tuyển của Liên đoàn bóng đá Đức thường thi đấu trên các sân vận động có sức chứa từ 10.000 đến 25.000 khán giả.
Ngược lại, đội thường ít khi thi đấu tại các đô thị lớn. Cho đến nay đội chỉ thi đấu tại Berlin, Frankfurt am Main, Hamburg (2 lần), München và Essen  (1 lần). Các thành phố lớn khác như Bremen, Dortmund, Köln, Leipzig, Nürnberg và Stuttgart chưa từng là nơi thi đấu của đội tuyển.
Faro là nơi đội tuyển thi đấu nhiều nhất ngoài nước Đức. Đội tuyển Đức đã thi đấu tổng cộng 15 lần tại đây. Việc này có nguyên nhân là do đội tuyển của DFB tham dự Cúp Algarve được tổ chức hằng năm tại đây.